# Wladimer Mamuczaszwili
Wladimer Mamuczaszwili (gruz. ვლადიმერ მამუჩაშვილი, ur. 29 sierpnia 1997 w Tbilisim) – gruziński piłkarz, grający na pozycji defensywnego pomocnika w gruzińskim klubie Dinamo Batumi. Wychowanek Saburtalo Tbilisi, w którym rozpoczął seniorską karierę. Były młodzieżowy oraz obecny seniorski reprezentant Gruzji.

## Sukcesy

### Klubowe
Saburtalo Tbilisi
- Mistrzostwo Gruzji: 2018

Dinamo Batumi
- Mistrzostwo Gruzji: 2021
- Wicemistrzostwo Gruzji: 2019, 2020
- Zdobywca Superpucharu Gruzji: 2022

## Odznaczenia
- Order Honoru – 2024[4][5][6][7]